# CSELT
CSELT (acronimo di Centro Studi E Laboratori Telecomunicazioni) è stato un istituto di ricerca torinese nel campo delle telecomunicazioni, il principale del ramo in Italia e uno dei più importanti d'Europa e a livello internazionale..
Nato come centro di ricerca per l'intero conglomerato IRI-STET, l'autorevolezza del centro fu presto riconosciuta in tutto il mondo nella ricerca applicata, innovativa e spesso anche pionieristica, in molti settori delle telecomunicazioni, con particolare riguardo alla commutazione numerica, le fibre ottiche, le tecnologie vocali e la standardizzazione internazionale di protocolli e tecnologie come ad esempio, l'invenzione dell'MP3, ideata, promossa e coordinata dal centro.
La particolare attenzione alle esigenze degli utenti disabili nello sviluppo delle proprie tecnologie ha portato il Centro al riconoscimento del premio European Telework Award 1998 da parte della Commissione Europea.
Dopo il drastico ridimensionamento a cavallo degli anni duemila, la maggior parte delle strutture sono confluite prima in Telecom Italia Lab (società del gruppo Telecom Italia) e successivamente in TIM, oltre che in altre società nate come spin-off quali ad esempio Loquendo nel 2001, attiva nell'ambito del riconoscimento e la sintesi vocale.
Materiale storico di CSELT è conservato nell'Archivio Storico di TIM. Il sito CSELT è disponibile negli archivi del Web a partire dal 1998; qui sono archiviati anche gli abstract dei Rapporti Tecnici (CSELT Technical Reports) dal 1995 al 1999, una delle principali pubblicazioni scientifiche aziendali, edita dal luglio 1973. Elenchi di brevetti a nome CSELT sono anche disponibili sul Web.
Nel 2011 è partito il progetto CSELTMUSEUM con lo scopo di raccogliere e pubblicare sul Web documenti storici inediti, o difficilmente reperibili, relativi all'attività del Centro.

## Storia

### Origini e anni sessanta
Il centro venne fondato a Torino nel 1961, inizialmente con il nome di CSEL - Centro Studi E Laboratori - come centro studi e sperimentazioni della Stipel, in attuazione della volontà espressa fin dal 1955 dal direttore Giovanni Oglietti (che ne fu poi il primo presidente fino al 1968), iniziativa che ottenne infine il favore dal presidente della STET, Silvio Golzio (in carica tra il 1961 e il 1964). Dopo la nascita della SIP nel 1963, CSEL confluì nel gruppo IRI-STET e assunse il suo nome definitivo CSELT il 5 dicembre 1964 occupandosi fin dall'inizio di studi sull'affidabilità degli apparati di commutazione telefonica della rete italiana che, a partire dal 1963, stava nascendo come organizzazione unificata a livello nazionale.
Giovanni Oglietti pose come obbiettivo del Centro l'unificazione e l'orientamento delle scelte nel medio-lungo termine delle aziende telefoniche acquisite da STET. Nacquero così numerosi filoni di ricerca avanzata, quali la trasmissione e la commutazione numerica del segnale telefonico, lo studio del traffico della rete telefonica e della sua gestione. Il Centro, sempre per volontà del suo fondatore, nacque sul modello di riferimento dei Bell Labs, all'interno di un contesto in cui anche la capogruppo IRI si ispirava a modelli statunitensi nel settore della ricerca e sviluppo. Non sempre però il suo ruolo e il suo potere decisionale all'interno del gruppo furono definiti chiaramente, a differenza di quanto avvenne in centri di ricerca analoghi come il CNET in Francia; in particolare non gli fu assegnato del tutto chiaramente il ruolo di "Technology Transfer", per mancanza di decisioni politiche in tal senso, sebbene in diverse occasioni riuscì ad agire effettivamente come tale.
Dopo una prima fase di espansione, Luigi Bonavoglia fu nominato primo direttore generale nel dicembre 1967, quando CSELT contava già circa 130 addetti. In quella data fu inaugurata la sede torinese principale in via Reiss Romoli, con la caratteristica torre alta 75 metri opera dell'architetto Nino Rosani. Il centro faceva parte del gruppo STET, ma lavorava anche su committenze esterne, anche internazionali, e su progetti di grandi dimensioni. Questo accadde in particolare nel 1968 per un progetto sperimentale di comunicazione numerica via satellite con tecnica TDMA da parte della compagnia statunitense COMSAT. Questa commessa contribuì alla fama internazionale del Centro che, in questo periodo (1967-1968), partecipò attivamente anche alle specifiche di standardizzazione del PCM europeo. Il contributo tecnico alla definizione di standard di comunicazione sarà una costante per tutta la vita futura di CSELT. Tra le prime competenze riconosciute a CSELT a livello internazionale figurarono i ponti radio e la progettazione di antenne, anche nel campo delle trasmissioni satellitari come avvenne già nella commessa citata.
Nel 1969 il Centro iniziò lo studio delle reti a commutazione di pacchetto, tecnica usata anche nei protocolli alla base della rete Internet; tuttavia l'interesse maggiore fu rivolto ai servizi propriamente telefonici della SIP piuttosto che a quelli di trasmissione dati in senso lato in quanto questi ultimi all'epoca erano assimilati ai servizi postali e quindi di competenza diretta del Ministero delle poste e delle telecomunicazioni. Per questo motivo l'argomento da studiare fu considerato non tanto ciò che stava nascendo intorno al progetto originario di Internet ARPANET, ma piuttosto il protocollo X.25 in quanto ritenuto più adatto all'architettura tipicamente telefonica, con molta "intelligenza" nella rete e poca nei terminali. Inoltre, la standardizzazione dell'X.25 da parte del CCITT era a uno stadio ormai avanzato e con diverse caratteristiche tecniche già assodate, come ad esempio nel controllo degli errori di trasmissione.
L'approccio dell'X.25 (detto "core and edge", ovvero con la ripartizione di funzionalità nettamente distinte tra l'insieme dei nodi di transito e l'insieme dei nodi agli estremi della rete) sarà mantenuto nei diversi protocolli concepiti per la rete fissa futura come ad esempio, nel caso di ATM. A partire da questi primi studi, CSELT diede poi in seguito il suo contributo, soprattutto in termini di progettazione, anche alla nascita della rete X.25 Italiana, chiamata Itapac.

### Anni settanta

#### La ricerca sulle fibre ottiche
Dopo una fase di studi e sperimentazioni di trasmissione ottica di segnali numerici mediante fascio laser nello spazio libero nella seconda metà degli anni sessanta a opera di Leonardo Michetti, nel 1971 il Centro inizia l'attività sulla trasmissione guidata su fibra ottica. Questa fu preceduta anche dallo studio della trasmissione su guida d'onda metallica circolare. L'azienda statunitense Corning Glass Works nel 1970 annunciò per prima la realizzazione di fibre ottiche aventi un'attenuazione inferiore ai 20 dB/Km, un limite definito a priori per lo sfruttamento pratico di queste tecnologie nelle telecomunicazioni. È proprio un accordo con la Corning nell'ottobre 1973 che permise al Centro di avviarne la sperimentazione congiunta. Le sperimentazioni sulla fibra ottica coordinate dal Centro, in collaborazione con altre società del gruppo IRI-STET, tra cui anche Sirti, Pirelli e SIP, fecero sì che Torino divenisse la prima città al mondo con un cablaggio in fibra ottica nel 1977, grazie una connessione sperimentale della lunghezza di 9 km (la più lunga fino a quel momento mai sperimentata nel mondo).
Un risultato importante di quel progetto fu anche l'ideazione di un nuovo processo per giuntare i tronconi di fibra ottica in maniera semplice e rapida, alla portata di un operaio formato a tale processo, in luogo del complesso processo allora in uso e richiedente numerose e accurate misurazioni con strumentazione costosa. Tale giunto venne chiamato Springroove® ed è documentato nel brevetto di Giuseppe Cocito.
L'obiettivo generale della tecnologia della fibra ottica era di disporre di un mezzo trasmissivo più conveniente dei cavi coassiali in rame in termini di banda trasmissiva, passo di ripetizione, tasso di errore e immunità alle interferenze. La fibra ottica era estremamente più sottile (125 micron con il cladding) dei cavi coassiali usati allora (tipicamente di 11 millimetri di diametro) e riduceva la necessità di ripetizione dei segnali, rendendola adatta alle trasmissioni a lunga distanza. Le ricerche sulle fibre ottiche portarono alla pubblicazione della prima monografia al mondo sull'argomento, e a numerose altre ricerche che ottennero diversi riconoscimenti in ambito internazionale. Nel 1976 il nuovo direttore generale del Centro, Basilio Catania, era anche un esperto di fibre ottiche, mentre Luigi Bonavoglia, cui il Centro deve gran parte dei suoi primati tecnici, assunse il titolo di presidente. Più tardi, nel 1988, fu consegnato allo stesso Basilio Catania come riconoscimento internazionale del Centro, il premio "Eurotelecom Prize" dal re Juan Carlos di Spagna per essere "uno dei principali artefici del programma Race per le tecnologie avanzate a favore delle telecomunicazioni in Europa". Nel 1978 viene realizzato e sperimentato nel Centro un sistema di trasmissione in fibra a 560 Mbit/s su 6 km di distanza.

#### La commutazione numerica e i "Gruppi Speciali"
Accanto alla ricerca sui mezzi trasmissivi, si intraprese la ricerca sulla applicazione della commutazione numerica alle centrali telefoniche, resa fattibile dagli sviluppi della microelettronica digitale e dell'informatica. Questo sviluppo, diretto da Alberto Loffreda, grande esperto di commutazione telefonica per la sua precedente esperienza in Ericsson, si concretizzò con la messa in opera dei "Gruppi Speciali" di Mestre. Questa fu la prima centrale completamente numerica italiana anche se a titolo sperimentale, una sorta di prototipo avanzato, e seconda in Europa, anticipata solo dal francese Platon (E-10), di un anno precedente. È in questo periodo che anche l'Informatica entra pienamente nelle attività di ricerca del Centro.
La centrale fu denominata "Gruppi Speciali" in quanto, grazie alle nuove tecniche numeriche, avrebbe dovuto offrire una serie di servizi "speciali" agli utenti collegati. Essa fu un vero e proprio sistema elettronico specializzato nella commutazione dei canali telefonici digitalizzati (PCM) e multiplati nel tempo (TDM) secondo lo standard europeo a 32 canali. La centrale, completamente ridondata, fu dotata anche di numerosi accorgimenti avanzati di autodiagnosi e riconfigurazione per soddisfare gli stringenti requisiti di disponibilità del servizio telefonico che era di 2 ore massime di disservizio in 40 anni. L'elettronica venne realizzata all'interno del Centro utilizzando circuiti integrati commerciali TTL ed ECL (questi ultimi con tempi di commutazione dell'ordine di 3 nanosecondi), con una tecnica modulare di derivazione Comsat adatta alla realizzazione prototipale che prevedeva i cablaggi di backplane in wire-wrap, adatti alla prototipazione rapida. La rete di connessione da 1024 canali, costituita da uno stadio temporale realizzato mediante una memoria bipolare veloce (ECL), venne commissionata all'americana AMS (Advanced Memory Systems). La rete di connessione in tecnologia digitale è una fondamentale evoluzione rispetto alle centrali semi-elettroniche della generazione precedente (come l'1ESS del Bell System), in cui la commutazione dei canali telefonici era ancora elettromeccanica essendo attuata mediante relè di tipo reed. Anche la prima centrale elettronica del sistema PROTEO di Sit Siemens (successivamente, Italtel), installata nel 1975, aveva una rete di connessione in tecnica PAM (Pulse Amplitude Modulation) e quindi non era completamente numerica. Il riconoscimento della segnalazione tra centrali con codice multifrequenza era effettuato con tecniche di filtraggio numerico da un banco di filtri appositamente progettati. Il software di controllo, a partire dal sistema operativo fino al software applicativo installati sul calcolatore di processo GP16 della Selenia, fu sviluppato nel Centro. Sulla centrale installata a Mestre e su un altro esemplare simile installato nel Centro verranno sperimentati nuovi servizi allora non disponibili sulle centrali tradizionali. La centrale di Mestre rimase operativa per circa 14 anni, fino al 1986. Dopo la realizzazione dei Gruppi Speciali, e una conseguente maggiore collaborazione con Italtel (a quei tempi, chiamata Sit-siemens), CSELT progettò anche diversi processori (M16, M20, e altri successivi), dedicati al controllo delle centrali telefoniche, adottati poi dalla stessa Italtel e da altri costruttori nel mondo.
Le realizzazioni di quel periodo furono possibili grazie agli sviluppi di una tecnica hardware modulare usata in COMSAT e introdotta inizialmente in CSELT da Giovanni Perucca che ebbe anche un ruolo rilevante nel progetto dei Gruppi Speciali. Questa tecnica portò alla realizzazione nel Centro di quattro famiglie di moduli logici standard (serie 10,100 ,250, 500) a frequenze di clock crescenti fino a 500 MHz, messe a punto nel laboratorio di alta velocità della sezione commutazione. Questo laboratorio, sotto la guida di Piero Belforte, raggiunse in breve tempo un livello di eccellenza in campo mondiale grazie soprattutto allo sviluppo di algoritmi di modellamento e simulazione basati su innovative tecniche a onda e sulla riflettometria temporale che permisero la realizzazione di svariati sistemi numerici avanzati negli anni settanta e ottanta. Tra i primi degli anni settanta si ricordano la base tempi triplicata a 32,768 MHz dei Gruppi Speciali del 1971-72 e il commutatore numerico monostadio da 8192 canali TDM a 64 kbps del 1973. Quest'ultimo, completamente modulare e ridondato con uno schema 1 su 8, funzionante a una frequenza di clock di 81,920 MHz, stabilì un record mondiale di complessità e velocità per quei tempi. Questo commutatore (EC 8000) venne concepito come il nucleo di una centrale di transito compatibile con la tecnologia dei Gruppi Speciali e fu sottoposto a una prova di esercizio sperimentale che ne confermò l'affidabilità.
Gli innovativi algoritmi di simulazione di quegli anni, successivamente generalizzati, costituiscono tuttora lo stato dell'arte per la progettazione hardware di sistemi numerici multi-gigabit, come i moderni router IP, e offrono prestazioni di ordini di grandezza superiori alle tecniche tradizionali (Analisi Nodale, Spice) anche nella simulazione elettromagnetica. A più di quaranta anni dalla sua ideazione, l'attività di ricerca relativa a queste tematiche è tuttora in corso nell'ambito del progetto SWAN/DWS.
Una innovazione di fine anni settanta inizio anni ottanta che conobbe un grande successo industriale e commerciale fu il circuito integrato LSI per la commutazione TDM dei canali PCM, chiamato ECI (Elemento di Commutazione Integrato). Esso fu ideato da Piero Belforte nel 1978 e successivamente brevettato. Il circuito integrato fu progettato da Vittorio Masina (SGS) su specifiche CSELT elaborate anche da Bruno Bostica e Luciano Pilati e fu prodotto dalla stessa SGS (oggi, STMicroelectronics) a partire dal 1981, anche quando questa azienda non apparteneva più al gruppo STET. La famiglia di sei componenti integrati ASIC per la commutazione TDM concepita nel Centro fu adottata da numerose aziende. CSELT, trasferì a Italtel tutta la tecnologia relativa a questo componenti e alle reti auto-instradanti, già provate nei suoi laboratori, che vennero così utilizzati per la realizzazione delle nuove centrali di Italtel. Questa tecnologia ASIC, coperta da sei brevetti internazionali, costituisce tuttora il nucleo delle centrali della Linea UT che equipaggiano più dei due terzi delle centrali operative in Italia oltre che essere state esportate in numerosi paesi del mondo. Le unità di commutazione da 1024 canali basate sul componente principale ECI (M088 per SGS), oggi denominato M3488 e su altri cinque circuiti di supporto, pure prodotti da SGS, utilizzavano una logica d'instradamento distribuita con l'uso di controller a microprocessore (Z80) a livello di singola unità atti a rendere il commutatore auto-instradante. Le strutture multistadio (fino a cinque stadi per reti da 64000 canali) erano caratterizzate da una enorme capacità di smaltimento di traffico e da una potente auto-diagnostica. L'ECI si compone di 35.000 transistor (n-MOS a 4um nella prima realizzazione e, successivamente, CMOS) per una matrice non bloccante di 256 x 256 canali PCM. Circa 27 Milioni di linee telefoniche di molti paesi sono tuttora servite dalle centrali TDM che utilizzano i componenti e le strutture di commutazione dello CSELT. A queste si aggiungono quelle della rete mobile e le applicazioni sulle reti private (PABX). Una comparazione delle tecnologie di commutazione CSELT precedentemente illustrate (Gruppi Speciali/EC8000 e reti ASIC) con le più recenti, che fanno uso di router IP nella rete backbone di TIM, è illustrata in e in. È interessante notare come, a circa quaranta anni dalla sua ideazione (1978), la tecnologia di commutazione ASIC TDM di CSELT coesista ancora con la tecnologia IP nella rete attuale di TIM nonostante il processo di "decommissioning" del TDM, iniziato appunto dalla rete backbone nei primi anni duemila.
Un altro esempio di innovazione negli sviluppi dei Gruppi Speciali è il brevetto di Alberto Ciaramella applicato nel 1975 riguardante una procedura di bootstrap automatico del calcolatore che, anziché avviarsi tramite una serie di comandi impartiti manualmente dall'operatore in una serie di memorie volatili con conseguente rischio di errori, caricava automaticamente i comandi di avvio da una memoria fissa (ROM, dispositivi di memorizzazione a semiconduttori in luogo delle schede perforate o delle memorie di altro tipo, ad esempio a ferrite) e separata da quella di esecuzione o di massa dedicata allo storage dei programmi applicativi (oggi la norma per la larga maggioranza di computer): il risultato era una affidabilità nell'avvio molto maggiore rispetto allo standard dei computer dell'epoca e una procedura di avvio più semplice, perché ottenuta dalla pressione di un singolo tasto.
Infine, nel 1974 il Centro presentò il primo sintetizzatore vocale in tempo reale italiano, uno dei primi nel mondo, MUSA, prodotto dal gruppo guidato da Giulio Modena. Una seconda versione, pubblicata nel 1978, era capace di cantare. Nel 1978 il gruppo di CSELT era la sola realtà industriale al mondo - oltre all'americana AT&T - a disporre di una tecnologia di sintesi vocale di interesse commerciale.

#### Telemedicina
Nel 1976 CSELT fu pioniere della prima sperimentazione italiana nel campo della telemedicina.

#### Le immagini in 3D della Sindone
Nel 1978 il Centro, su iniziativa del prof. Giovanni Tamburelli dell'Università di Torino, realizzò presso i propri laboratori alcune immagini tridimensionali della Sindone di Torino, di ancora maggiore nitidezza delle prime immagini tridimensionali realizzate appena pochi mesi prima da due tecnici della NASA, Jackson e Jumper. Responsabile per il Centro era Giovanni Garibotto.
Un secondo risultato di Tamburelli fu nell'elaborazione di tali immagini che, oltre a evidenziare la reale tridimensionalità della figura dell'uomo della Sindone, mostrarono la rimozione visuale del "sangue" presente su tutta la figura. Anche le immagini di CSELT ebbero diffusione su giornali e riviste in tutto il mondo, cosa che ha reso il nome del centro conosciuto anche dal grande pubblico internazionale. Tali studi sull'elaborazione di immagini sono state applicate dal Centro anche nello studio della Sismologia.
In questi anni il personale aumenta di circa 45 unità ogni anno, per circa sette anni, assumendo e formando ingegneri, periti, ma anche matematici e fisici, da tutta Italia e perfino qualcuno dall'estero. La possibilità di scelta di profili eccellenti o particolarmente promettenti da assumere in CSELT è resa possibile dal mercato del lavoro particolarmente favorevole di quegli anni.

### Anni ottanta
Durante gli anni ottanta vi furono ulteriori progressi nella sperimentazione sulle fibre ottiche. Bruno Costa sperimentò per la prima volta la trasmissione di flussi informativi ad alta velocità per centinaia di km senza l'utilizzo di ripetitori intermedi. Tra le applicazioni importanti vi fu la partecipazione al progetto per il cavo transoceanico TAT-8 che realizzò il primo collegamento transatlantico in fibra ottica. Altre applicazioni della tecnologia ottica hanno riguardato la realizzazione di circuiti ottici come, ad esempio, gli amplificatori di segnali ottici e opto-elettronici per trasmissione ad alta velocità.
Nel campo della commutazione il Centro partecipò alla sperimentazione dell'ISDN fin dalle sue prime versioni, in collaborazione con costruttori europei quali Italtel e Siemens. Nel 1984 fu realizzato un primo esperimento di servizi ISDN in occasione dell'International Switching Symposium ISS '84 a Firenze. Le attività proseguirono nel campo della evoluzione della ISDN verso l'offerta di servizi a larga banda (B-ISDN). Per esempio nel 1987 venne realizzato un commutatore a larga banda per servizi video diffusivi ad alta definizione (HDTV) a 243 Mbit/s basato sul bus di backplane SUPERBUS progettato mediante le tecniche simulative del laboratorio di alta velocità. Lo studio e la realizzazione di questi bus paralleli operanti fino a 320 Mbyte/s fu presentato all'International Switching Symposyum del 1987 (ISS '87) a Phoenix. Questa tecnologia portò al progetto di circuiti ASIC ad alta velocità che vennero specificati alla AMCC americana per la realizzazione del display ad altissima risoluzione MAGICS dei sistemi radar CDS2000 per controllo del traffico aereo della Selenia. Questi sistemi, commercializzati da Selenia (successivamente Alenia) ed esportati in diversi paesi del mondo, sono tuttora operativi. Per l'Agenzia Spaziale Europea (ESA) venne effettuato all'inizio del decennio lo studio di fattibilità di matrici di commutazione ad alta velocità per l'impiego a bordo di satelliti di telecomunicazioni. Questi studi e successive collaborazioni con Selenia Spazio portarono alla realizzazione della matrice di commutazione a bordo del satellite ITALSAT. Questi ultimi sono esempi delle consulenze che il Centro svolgeva per aziende del gruppo STET e per quelle esterne al gruppo, grazie al know-how maturato nel corso degli anni. Alla fine del decennio le consulenze vennero rivolte quasi esclusivamente a Telecom Italia e le attività di alcuni laboratori ad alta tecnologia, come quello delle tecniche ad alta velocità, vennero chiuse, con la conseguente perdita del know-how accumulato in quasi venti anni di attività. Lo stesso accadde per la ricerca nel campo della simulazione a livello fisico dei sistemi a larga banda.
Verso la fine degli anni ottanta iniziò in CSELT un'attività di studio sull'applicazione delle fibre ottiche, anche multimodo, all'interconnessione tra sottosistemi di apparati digitali come alternativa ai cavi in rame. Le prime applicazioni furono le cosiddette "isole ottiche". Queste primi studi vennero presentati all'ISS '90 di Stoccolma. Come tecnica di commutazione più flessibile e promettente per la B-ISDN venne individuato dal CNET francese l'ATM (Asynchronous Transfer Mode), successivamente standardizzato con un formato di cella fisso a 48 byte. Questa fu la linea scelta a quei tempi dagli operatori di TLC che provarono a imporre questo formato come standard universale. In parallelo, il protocollo IP di Internet si stava sempre di più affermando al di fuori del comparto TLC come uno standard de facto. Lo CSELT partecipò attivamente allo studio della tecnica ATM fin dall'inizio, dal 1983, partecipando anche a diversi progetti internazionali, quali il progetto europeo LION per la realizzazione di reti geografiche anche basate su ATM.

#### Trasmissione satellitare
Il 26 febbraio 1983 avvenne la prima dimostrazione pubblica della prima trasmissione satellitare televisiva al mondo a essere a norma internazionale, in bianco e nero. Per la sperimentazione fu utilizzato SIRIO-1, il primo satellite italiano, e il sistema fu realizzato a partire dal 1977 da un gruppo formato anche da personale CSELT e altre aziende del gruppo come Telespazio, Italtel, oltre al CNR e a personale di ricerca del Politecnico di Torino. Dopo questo sviluppo, il Centro collaborò ancora attivamente nel settore spaziale del gruppo per la progettazione di antenne per altri satelliti, come IntelsatV e Italsat, matrici di commutazione di bordo e strutture dicroiche.

#### Lo sviluppo delle tecnologie vocali
Di pari passo alle sperimentazioni sui mezzi fisici di trasmissione, proseguì la ricerca sulla codifica del segnale vocale orientata ad aumentare la capacità trasmissiva anche con l'utilizzo di tecniche di compressione del segnale (ad esempio, gli studi di Giancarlo Pirani e Renato Dogliotti). Lo studio delle tecniche di compressione coinvolse tanto l'utilizzo di tecniche statistiche per la compressione del segnale, quanto lo studio dei fenomeni psico-acustici del segnale sorgente stesso (come ad esempio fu applicato, pochi anni più tardi, nello standard MP3).
Già dal 1980, accanto alle sperimentazioni di sintesi vocale che portarono alla realizzazione del circuito integrato M3950 progettato dal gruppo di Marco Gandini e poi prodotto da SGS, iniziarono in CSELT gli studi sulle tecnologie di riconoscimento vocale (ad esempio, nel caso del riconoscimento del parlatore), in Italiano e in diverse altre lingue.
Questo filone si sviluppò grazie alla partecipazione del Centro a due importanti progetti Europei, ESPRIT SIP P26, e SUNDIAL, acronimo di Speech Understanding and DIALogue (ESPRIT P2218), di tipo FP2, tra il settembre 1988 e l'agosto 1993. Il primo ebbe come risultato un prototipo di riconoscitore vocale italiano, la cui ricerca portò anche alla pubblicazione di un testo edito da Springer nel 1990: il volume è incentrato sugli algoritmi di riconoscimento vocale e redatto in gran parte da ricercatori CSELT, come pure l'editor stesso, Giancarlo Pirani. Il secondo fu il primo grande progetto su vasta scala per un "sistema di dialogo" (cioè un programma capace di dialogare con gli esseri umani tramite l'uso della voce) in Europa, preceduto dal progetto governativo statunitense DARPA. SUNDIAL fu inoltre il primo progetto volto a ricercare un approccio sistematico sul parlato naturale multilingua (in particolare, sulle quattro lingue inglese, francese, tedesco e italiano). In questo progetto, CSELT produsse il primo prototipo in assoluto di sistema dialogo per l'Italiano, aprendo un filone applicativo anche all'interno dello Centro stesso.
Tra i risultati, vi fu anche la progettazione di RIPAC (Riconoscitore di Parlato Connesso), il primo circuito integrato al mondo di riconoscimento vocale per il parlato "continuo" (cioè, della catena parlata e non per sole parole isolate).
Dopo un periodo di conflitto tra l'indirizzo di Basilio Catania a ricerche a medio-lungo termine e la volontà del gestore che richiedeva un'enfasi alle necessità contingenti, nel 1989 a Basilio Catania succede Cesare Mossotto in veste di direttore generale.

#### HDT
Per dare continuità alle attività sulla simulazione a larga banda, che erano state interrotte dal Centro, e svilupparne il know-how, a fine anni ottanta venne fondata a Torino da Piero Belforte e Giancarlo Guaschino la HDT (High Design Technology) la quale svilupperà negli anni una serie di prodotti software altamente innovativi nel settore della Signal/Power Integrity (SI, PI) e della EMC, a partire dal simulatore general-purpose SPRINT oggi DWS. Questo prodotto, venduto insieme al software di visualizzazione e modellamento SIGHTS, venne presto acquisito da importanti manifatturiere europee nei settori TLC (Alcatel, Italtel, AET ecc.), aerospaziale (Aerospatiale, Thomson-Dassault, Selenia ecc.), automotive (Magneti Marelli, ecc.), computer (Honeywell Bull) e dallo stesso CSELT. La HDT partecipò anche a diversi progetti Europei con partners accademici e industriali e contribuì attivamente allo sviluppo dello standard IBIS. Sviluppi congiunti di prodotti si ebbero con la franco-tedesca Anacad che commercializzava il simulatore ELDO del CNET francese, poi ceduto a Mentor Graphics, e successivamente con la giapponese Zuken, uno dei leader mondiali nel software per il progetto elettronico. Importante fu anche la collaborazione con HP per la realizzazione dell'ambiente di modellamento e simulazione HSWB. Da HDT nascerà nel dicembre 1997 la controllata HDT TEAM, attiva soprattutto nel comparto TLC, che diventerà anche partner di CSELT in diversi progetti.

### Anni novanta

#### L'orientamento al cliente unico
Durante gli anni novanta il Centro, diretto da Cesare Mossotto, si orienta esclusivamente al miglioramento della rete e dei servizi forniti da Telecom Italia, diminuendo quindi le proprie attività con il resto del Gruppo IRI-STET, in questi anni in fase di ristrutturazione con cessione di diversi rami di attività. Da questa strategia, ne è conseguita una percentuale crescente di ricavi derivanti da attività per clienti esterni al gruppo: dalla seconda metà degli anni Novanta infatti la percentuale di ricavi extragruppo crebbe fino ad essere poco meno della totalità dei ricavi CSELT nell'anno 1999. Questo indicava un forte, e crescente, interesse da parte del mercato per le attività del centro. L'attività di ricerca vera e propria in questi anni venne però limitata solo al 25% dell'attività complessiva del centro, mentre la parte rimanente consiste nelle applicazioni di interesse immediato ed esclusivo del gestore. Tale nuovo rapporto esclusivo verso l'unico cliente viene anche definita con l'aggettivo "captive" del centro e viene presentato come garanzia di sbocco sul mercato delle applicazioni nate nel Centro. Vengono allestiti, in particolare nella sede distaccata di via Borgaro, dei "Test Plant" costituiti da interi apparati, come la centrale UT100 di Italtel, da sottoporre a prove di qualificazione delle nuove versioni del software di controllo.
Tra gli interessi immediati del gestore vi era l'impiego della tecnologia di riconoscimento e sintesi vocale al servizio di rubrica automatizzato che rispondeva al numero telefonico "12", entrato in servizio nel 1993. I servizi basati sulle tecnologie vocali utilizzavano vari prodotti nati nel gruppo di Tecnologie Vocali, come ad esempio Eloquens (commercializzato a partire dal 1993), il primo software commerciale Text-to-Speech (TTS) capace di parlare in italiano, seguito da Actor, o il riconoscitore vocale indipendente dal parlatore Auris, seguito da Flexus, riconoscitore vocale capace di operare con un dizionario ampliabile e non più fisso. Questi e altri blocchi costituirono i sistemi di dialogo per l'uso commerciale e uno di questi sistemi, Dialogos, unione di Flexus e Actor, è proprio quello alla base del servizio 12, mentre VoxNauta permise la navigazione internet tramite comandi vocali, facendo uso dello standard VoiceXML.
Un altro esempio è il progetto THRIS di qualificazione dell'hardware per telecomunicazioni sviluppato in collaborazione con HP, HDT e Telecom Italia con l'obbiettivo di migliorare la qualità dei prodotti acquisiti da quest'ultima per essere utilizzati nella rete TLC. Il progetto omonimo vide anche la collaborazione di enti universitari quali il Politecnico di Torino e L'Università di Lilla e di importanti manifatturiere del settore tra cui le francesi Alcatel e Aerospatiale, e portò allo sviluppo di un prodotto di qualificazione altamente innovativo successivamente acquisito da Telecom Italia e raccomandato dalla stessa ai fornitori. Vennero sviluppati diversi moduli software e strumentali del sistema inclusa l'analisi predittiva delle emissioni elettromagnetiche di piastre basata sul software di analisi post-layout PRESTO di HDT. THRIS venne impiegato per la qualificazione di apparati di commutazione e trasmissione sia nei test plant CSELT che di Telecom Italia. Numerose campagne di prove nelle camere anecoiche del Centro servirono a validare i metodi predittivi sviluppati da HDT. I risultati vennero presentati a congressi sulla EMC (Roma 1996, Zurigo 1998) e in occasione di mostre e seminari come a Brest in Francia e presso la Hp in Italia. Venne anche creato un gruppo di utenti denominato TUG (THRIS USERS GROUP) per la formazione tecnica sugli strumenti innovativi di verifica del progetto hardware inclusi nel sistema. Dopo la improvvisa chiusura del progetto THRIS nel 2000, una sua evoluzione per l'impiego su sistemi multi-gigabit, appositamente studiata da Piero Belforte in veste di ricercatore indipendente, portò allo sviluppo del sistema di test HiSAFE adottato da Cisco Systems come metodologia di inserzione di guasti simulati sui router IP di nuova generazione per aumentarne l'affidabilità e la disponibilità di servizio. Tali sistemi di test vennero utilizzati da Cisco nella versione più aggiornata HiSAFE+ ideata per trattare segnali numerici fino a 20 Gbit/s all'interno dei router IP utilizzati in Internet e nelle dorsali IP delle reti pubbliche di telecomunicazioni.
L'attività del Centro dal 1998 al 2000 è documentata in dettaglio nel sito dell'epoca che è tuttora presente negli archivi del Web. In questi archivi sono anche conservate le edizioni del sito dal 2001 fino al 2007 dopo il passaggio da CSELT a TILAB.

#### Telefonia mobile
Non fu tuttavia abbandonato il filone di ricerca nell'ambito più strettamente telefonico, che vide tra l'altro le prime sperimentazioni italiane dello standard UMTS per la telefonia mobile. È proprio in CSELT infatti, in collaborazione con TIM ed Ericsson, che fu effettuata la prima telefonata urbana UMTS in Europa, ovvero la prima videochiamata urbana in Europa, il 16 novembre 1999. Inoltre, per conto di TIM, in CSELT fu sperimentata la tecnologia per la TIM Card, la prima scheda telefonica prepagata e ricaricabile per GSM al mondo, lanciata sul mercato il 7 ottobre 1996 e l'Italia fu dunque il primo paese a introdurre tale sistema di pagamento nell'ambito telefonico.

#### Rete fissa
Parallelamente allo sviluppo dei mezzi trasmissivi della futura generazione di rete fissa come ad esempio nel campo delle fibre ottiche, dove in questo periodo si svolgono in CSELT anche ricerche sui solitoni), molte risorse vennero dedicate in particolare al protocollo ATM e alle relative tecniche di commutazione. Dopo la metà degli anni novanta si delineò sempre più chiaramente che ATM e IP erano soluzioni alternative per la rete. Nonostante questo, gli studi su ATM continuarono e portarono alla realizzazione di apparati in tecnologia ATM anche da parte dei costruttori come Italtel. Questi apparati vennero affiancati a quelli tradizionali in tecnica TDM e si studiarono anche soluzioni IP basate su ATM. Vennero effettuate diverse sperimentazioni della tecnica ATM anche a livello di rete geografica, come, per esempio, l'esperimento congiunto CSELT - CNET che portò alla prova di servizi IP su interconnessione ATM dei laboratori di Torino con quelli di Lannion in Francia nel 1994. Per gli operatori TLC si poneva la questione del bilanciamento di questo nuovo standard di comunicazione e dei servizi telefonici tradizionali rispetto ai servizi offerti da Internet con il protocollo IP. Verso la fine del decennio ci si rese conto che IP era lo standard vincente, sia per ragioni tecniche, che per la crescita esponenziale della rete Internet, dei suoi servizi e dei relativi apparati. Dalla metà del decennio successivo i costruttori, inclusa l'americana Cisco Systems, abbandonarono definitivamente l'ATM, obbligando di fatto gli operatori telefonici alla dismissione graduale degli apparati basati su ATM a favore di quelli basati su IP. Nel confronto tra le tecniche ATM e IP, come avvenne in altri grandi centri di ricerca di telecomunicazioni (ad esempio lo stesso CNET, ente pioniere della tecnologia ATM), mancò allo CSELT, almeno fino alla metà degli anni novanta, un ruolo veramente critico e imparziale che avrebbe potuto, almeno in parte, contenere la corsa all'ATM, con i relativi cospicui investimenti, che si rivelò una scelta perdente per tutto il comparto TLC. Dunque, nella valutazione comparativa delle tecnologie da introdurre nella futura rete TLC, lo CSELT pionieristico degli anni settanta seppe certamente meglio interpretare la volontà del suo fondatore Giovanni Oglietti, rispetto di quello degli anni '90, ad eccezione di alcuni filoni quali le applicazioni vocali e multimediali su Internet.

#### Internet
Oltre ai servizi associati direttamente alla telefonia, con la diffusione di Internet e della banda larga (con la nascita dell'ADSL), l'attività si orientò anche verso lo studio di vari media digitali quali la televisione interattiva e le tecnologie applicabili di preferenza ai servizi telefonici e internet della SIP (confluita nel 1994 in Telecom Italia). L'attività del Centro si svolse sempre in collaborazione con enti di standardizzazione internazionali quali, ad esempio, W3C (fin dalla sua costituzione, cioè dal 1995, con la nascita degli standard di comunicazione dell'Internet moderna proprio grazie all'attività di standardizzazione del W3C), l'ECTF (un altro gruppo che lavorava proprio sugli standard propri della comunicazione via internet dal 1998, anche in questo caso fin dalla sua costituzione - ad esempio sullo standard di trasmissione su Internet IPv6), e altri. In particolare, lo CSELT collaborò nella specifica dell'IPv6, implementando, per la prima volta al mondo, un IPv6 Tunnel Broker, a opera di Ivano Guardini.
È proprio presso CSELT che si riunì regolarmente, già dalla prima volta nel febbraio 1994, il gruppo di standardizzazione UNINFO (incaricato di applicare in Italia la normativa ISO 6523) che costituisce la Internet Naming Authority italiana, la quale a sua volta definisce le regole a cui deve conformarsi la Registration Authority nazionale.

#### Multimedialità
L'esigenza di fornire anche diversi servizi all'utente finale, portò il gruppo a orientarsi sempre di più allo sviluppo servizi multimediali. Questo spinse anche lo studio e il trattamento della codifica dei segnali audio-video e nelle infrastrutture ad esso collegate (compresa la stessa architettura di Internet a vari livelli).
La dimostrazione sperimentale dell'utilità di queste tecnologie per utenti disabili, come tetraplegici o non vedenti, con la combinazione di differenti applicazioni di tecnologie vocali (segnalatesi per l'alta qualità) portò il centro alla vincita del «Telework Award», primo premio dell'European Telework Week 1998.

#### MP3
Nell'ambito della codifica del segnale audio/video, acquistò una popolarità particolarmente vasta il comitato tecnico internazionale MPEG fondato e guidato da Leonardo Chiariglione di CSELT che portò alla nascita dello standard di compressione audio MP3 che ebbe origine proprio dal settore delle telecomunicazioni, per poter trasmettere segnali audio di buona qualità senza dover rivoluzionare la rete esistente, e di diversi altri standard per la codifica video come MPEG-1, MPEG-2, MPEG-4, quest'ultimo sulla Tv Interattiva). Lo studio degli algoritmi di compressione dei segnali audio/video fu avviato con grande tempismo rispetto a quanto avveniva nel resto del mondo. Il lavoro di standardizzazione dell'algoritmo MP3, è anche citato come un esempio virtuoso di collaborazione europea.
Le tecnologie vocali utilizzate nei sistemi di dialogo via telefono furono riconosciute con il Premio Eurospeech '97 quale migliore sistema di dialogo tra l'uomo e computer tra i principali sistemi al mondo.

### Anni 2000
Nel 2000 il Centro impiegava oltre 1200 addetti, tre quarti dei quali laureati e impiegati in area tecnica, distribuiti su cinque sedi, tutte nel torinese.
Il CSELT nel 2000 è un centro di ricerca di affermata rilevanza internazionale. Il suo portafoglio di brevetti è di "qualità estremamente elevata" e la sua posizione è "indiscutibilmente ottima" nel panorama della ricerca italiana, tanto pubblica che privata. Il fatturato di CSELT nel 2000 è quasi interamente costituito da ricavi di origine extragruppo.
A seguito della profonda ristrutturazione nel corso degli anni novanta, nel contesto della profonda riorganizzazione delle aziende dell'intero gruppo IRI-STET, dal 2001 il CSELT non opera più sotto il nome che ha avuto per quasi quarant'anni dalla sua nascita.
Nel 1999 viene creato da CSELT un primo spin off, OTC S.r.l. (Optical Technologies Center), sull'attività di sviluppo di fibre ottiche e componentistica opto-elettronica, che venne acquisita da Agilent Technologies nel 2000. Poco dopo, Agilent dismetterà il ramo di attività storico dello CSELT, relativo alle fibre ottiche perché non interessata a questa tipologia di prodotti.
Nel gennaio 2001 il gruppo di ricerca sulle tecnologie vocali, i cui primi elementi sono attivi dagli anni settanta, divenne la newco commerciale Loquendo.
Il resto delle attività di CSELT confluisce nel Telecom Italia Lab S.p.A (detta anche TILab) di proprietà al 100% di Telecom Italia, che nel frattempo aveva cambiato assetto azionario. Ne conseguì un brusco ridimensionamento di quello che era stato per decenni uno dei più importanti centri di ricerca italiani e uno dei protagonisti a livello mondiale nella ricerca applicata nel campo delle Telecomunicazioni. TILab viene costituita nel marzo 2001 da un merge derivante dalle rimanenti attività di CSELT insieme alla business unit "Venture Capital & Innovation", più alcuni laboratori.
La decisione della chiusura dello CSELT è stata indicata da esperti dell'economia del lavoro e dell'innovazione come Luciano Gallino e Mario Calderini come un esempio di errore storico di politica industriale condotta dall'Italia nei suoi settori più innovativi, dato che si trattava di una "vera storia di eccellenza nella ricerca industriale".

## Direttori
- Luigi Bonavoglia (1967 - 1976)
- Basilio Catania (1976 - 1989)
- Cesare Mossotto (1989 - 2001)